# République – Villeurbanne
République - Villeurbanne – stacja metra w Lyonie, na linii A. Stacja została otwarta 2 maja 1978.